# Rachel Salamander

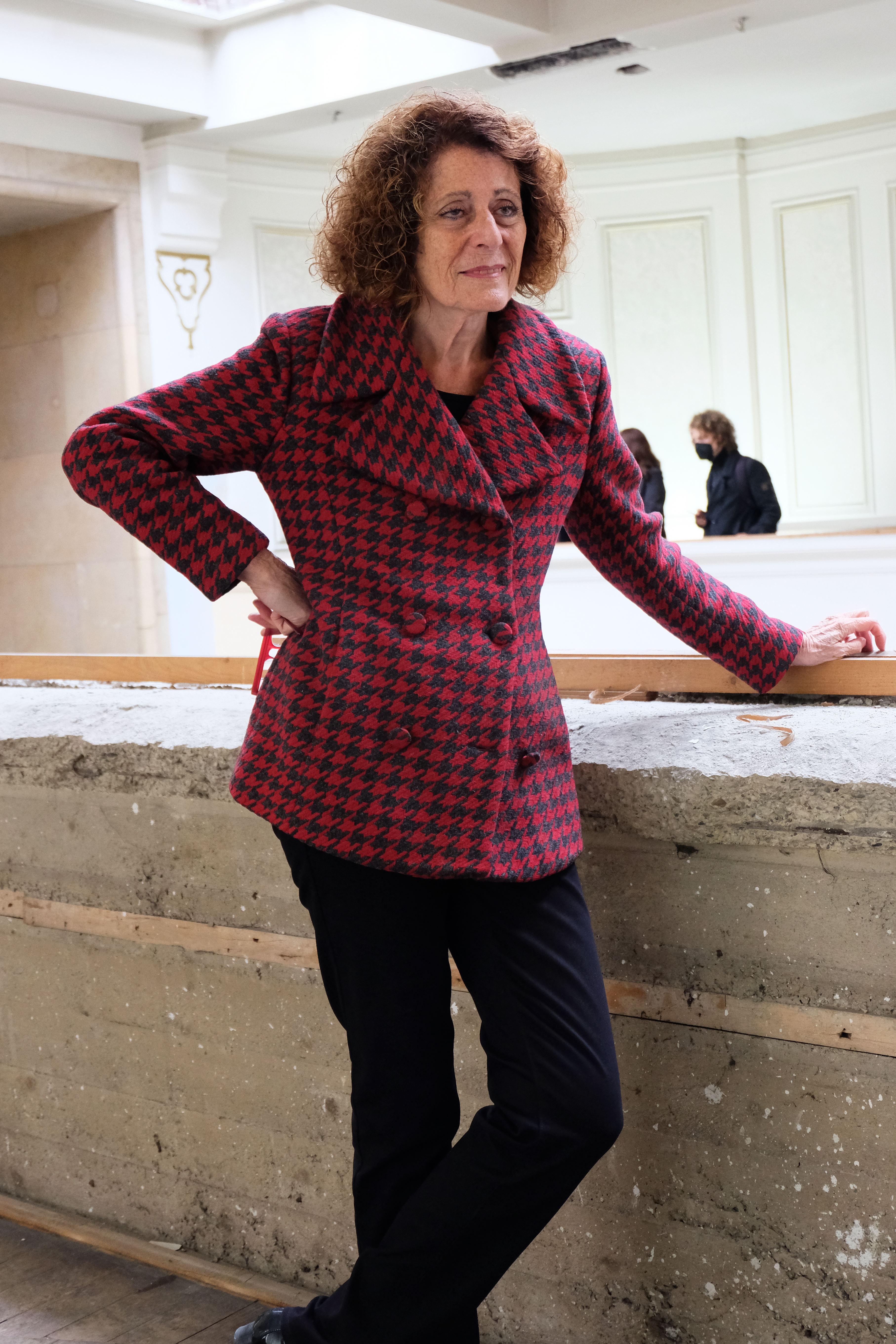
Rachel Salamander in der im Umbau befindlichen Synagoge in der Reichenbachstraße (2021)

Rachel Salamander (* 30. Januar 1949 in Deggendorf) ist eine deutsche Literaturwissenschaftlerin, Buchhandels-Unternehmerin und Journalistin.

## Leben und Wirken
Rachel Salamander wurde als zweites Kind von Samuel Salamander und seiner Ehefrau Riva Salamander in einem Displaced Persons Camp für Überlebende des Holocausts in Deggendorf geboren. Die Eltern von Rachel Salamander hatten den Holocaust überlebt und wollten nach Israel auswandern. Ihr Bruder Borys wurde Arzt in München. Die Einreise nach Israel wurde der Familie aufgrund einer Krankheit der Mutter nicht gestattet. Die Mutter starb 1953 in München in einem Krankenhaus. Die Familie, in der Jiddisch gesprochen wurde, lebte bis zu dessen Auflösung im Jahre 1956 im DP-Lager Föhrenwald, danach in München. Nachdem Rachel kurzzeitig Medizin studiert hatte, wechselte sie zum Studium der Philosophie, Germanistik und Romanistik an der Universität München. Schon bald beschäftigte sich Salamander mit deutsch-jüdischer Literatur und Geschichte. Sie wurde 1980 in München in der Mediävistik mit der Dissertation Zeitliche Mehrdimensionalität als Grundbedingung des Sinnverstehens promoviert.
1982 folgte die Eröffnung der „Literaturhandlung“ in München, eine auf jüdische Literatur und Literatur zum Judentum spezialisierte Buchhandlung. Heute existieren neben einer Filiale in Berlin sechs Dependancen in ganz Deutschland. Salamander war von 2001 bis 2013 Herausgeberin der Literarischen Welt, der Literaturbeilage der Tageszeitung Die Welt. Von Oktober 2013 bis September 2014 war sie Leiterin des F.A.Z.-Literaturforums. Sie ist Jury-Vorsitzende des „Marcel-Reich-Ranicki-Preis für literarische Kritik und Essay“.
2013 gründete Salamander zusammen mit Ron C. Jakubowicz den Verein „Synagoge Reichenbachstraße e. V.“. Vereinsziel ist die Wiederherstellung der Münchner Synagoge an der Reichenbachstraße in ihren ursprünglichen Zustand von 1931. Nach jahrelangen Vorbereitungen und daran anschließender Sanierung und Wiederherstellung steht das historische Baudenkmal derzeit (Stand 2025) kurz vor der Wiedereröffnung.
Mit Wirkung zum 10. Dezember 2015 gehört Salamander neben Ulla Unseld-Berkéwicz und Sylvia Ströher zum Aufsichtsrat des Berliner Suhrkamp Verlages. Zum 31. Oktober 2024 schieden alle aus dem Vorstand aus.
2020 erhielt Salamander den Heinrich-Heine-Preis; in der Begründung hieß es, sie habe maßgeblich zum Wiederaufbau des jüdischen intellektuellen Lebens nach dem Zweiten Weltkrieg in Deutschland beigetragen. Die Werke jüdischer Autoren, die von den Nationalsozialisten verbrannt wurden, seien über ihre Buchhandlungen in den Kanon der deutschen Literatur zurückgeholt worden. Außerdem habe sie sich für Völkerverständigung und gegen Antisemitismus engagiert.
Im Dezember 2022 übergab Salamander ihr Archiv mit zahlreichen Dokumenten jüdischen Geisteslebens aus vierzig Jahren dem Münchner Literaturarchiv Monacensia.
Rachel Salamander ist seit 1990 mit dem Journalisten Stephan Sattler verheiratet.

## Schriften (Auswahl)
- Rachel Salamander: Die Jüdische Welt von gestern 1860–1938. Brandstätter, 1990, ISBN 3-85-447301-X.
- Jacqueline Giere/Rachel Salamander: Ein Leben auf neu. Das Robinson-Album. DP-Lager: Juden auf deutschem Boden 1945–1948. Brandstätter, 2000, ISBN 3-85-447576-4.
- Rachel Salamander: „Hier sehen wir das fürchterlichste Verbrechen …“. Vom deutschen Widerstand und der Judenverfolgung. Gedächtnisvorlesung zur Erinnerung an die Opfer der „Weißen Rose“, Ludwig-Maximilians-Universität München, 23. Februar 2000. Verlag Bibliothek der Provinz (edition münchen), 2000, ISBN 3-901862-09-9.
- Hans Jonas: Erinnerungen. Nach Gesprächen mit Rachel Salamander. Suhrkamp, 2005, ISBN 3-51-845684-9.
- Jutta Fleckenstein/Rachel Salamander (Hg.): Kurt Landauer. Der Präsident des FC Bayern. Lebensbericht und Briefwechsel mit Maria Baumann. Suhrkamp Verlag, Berlin 2021, ISBN 978-3-458-17889-7.

## Auszeichnungen
- 1986: Ernst-Hoferichter-Preis
- 1999: Kultureller Ehrenpreis der Landeshauptstadt München
- 2004: Bayerischer Verdienstorden[11]
- 2009: Verdienstkreuz 1. Klasse der Bundesrepublik Deutschland
- 2013: Schillerpreis der Stadt Marbach am Neckar[12]
- 2016: Medaille für besondere Verdienste um Bayern in einem Vereinten Europa
- 2019: Verleihung des Ehrenbürgerrechts Münchens[13]
- 2020: Heinrich-Heine-Preis der Stadt Düsseldorf[14]
- 2022: Pro meritis scientiae et Litterarum[15]
- 2024: Moses Mendelssohn Medaille[16]